# 辻・カンブ
辻・カンブ（朝鮮語: 즙간부）は、朝鮮の氏族の城津辻氏の始祖である。
日本統治時代に鉄道職員として朝鮮に派遣された日本人の父と韓国人の母の間に生まれた辻・カンブは、10代の時の1954年に母に従い帰化した。